# فرانك لوبين
فرانك لوبين (بالإنجليزية: Frank Lubin)‏ (بالليتوانية: Pranas Lubinas)‏ مواليد 7 يناير 1910 في لوس أنجلوس - الوفاة 8 يوليو 1999، كان لاعب كرة سلة أمريكي ليتواني أصبح مدرباً، مثل كل من الولايات المتحدة وليتوانيا. شارك في مسابقة كرة السلة في الألعاب الأولمبية الصيفية.

## الميداليات
| الميدالية | المسابقة                         |
| --------- | -------------------------------- |
| ذهبية     | الألعاب الأولمبية الصيفية 1936   |
| ذهبية     | بطولة أمم أوروبا لكرة السلة 1939 |

## روابط خارجية
- فرانك لوبين على موقع الاتحاد الدولي لكرة السلة (الإنجليزية)
- فرانك لوبين على موقع سبورتس رفرنس (الإنجليزية)
- فرانك لوبين على موقع أوليمبيديا (الإنجليزية)